# تارا اییر
تارا اییر (تلگویی: తర ఆయర్؛ زاده ۸ ژوئیهٔ ۱۹۸۸) یک تنیس‌باز اهل هند است.